# Asymblepharus nepalensis
Asymblepharus nepalensis är en ödleart som beskrevs av  Eremchenko och HELFENBERGER 1998. Asymblepharus nepalensis ingår i släktet Asymblepharus och familjen skinkar. Inga underarter finns listade.
Exemplar av denna ödla hittades mellan två byar i zonen Gandaki i centrala Nepal. Fyndplatserna ligger ungefär 1500 meter över havet. Asymblepharus nepalensis lever i fuktiga skogar med träd av eksläktet.
Informationer angående artens ekologi, populationens storlek och möjliga hot saknas. IUCN listar arten med kunskapsbrist (DD).